# Svilna
Svilna är en ort i Kroatien.   Den ligger i länet Slavonien, i den östra delen av landet, 160 km öster om huvudstaden Zagreb. Svilna ligger 146 meter över havet och antalet invånare är 139.
Terrängen runt Svilna är platt åt nordväst, men åt sydost är den kuperad. Runt Svilna är det ganska glesbefolkat, med 28 invånare per kvadratkilometer. Närmaste större samhälle är Slavonski Brod, 19,8 km sydost om Svilna. I omgivningarna runt Svilna växer i huvudsak lövfällande lövskog.